# Robert Quinn
Robert Quinn (Ladson, 18 maggio 1990) è un giocatore di football americano statunitense che gioca nel ruolo di outside linebacker per i Philadelphia Eagles della National Football League. Quinn fu selezionato dai St. Louis Rams come 14º assoluto nel Draft NFL 2011. Al college ha giocato a football a North Carolina.

## Carriera

### St. Louis/Los Angeles Rams
Quinn fu scelto come 14º assoluto nel Draft 2011 dai St. Louis Rams. Il 30 luglio 2011 firmò un contratto quadriennale del valore di 9,4 milioni di dollari (compresi 5,3 milioni di bonus alla firma) coi Rams, arrivando in ritardo al primo allenamento a causa della nascita del suo primo figlio.
Il 19 settembre 2011, Quinn mise a segno il primo sack in carriera contro i New York Giants nel Monday Night Football. Il 30 ottobre 2011, fece registrare il suo secondo sack e bloccò un punt contro i New Orleans Saints, vincendo il premio di miglior giocatore degli Special Team della settimana.La sua stagione da rookie terminò con 5 sack, tre punt bloccati e ottenne critiche positive per le sue abilità nella pass rush.
Il 9 settembre 2012, nella gara di debutto stagionale contro i Detroit Lions, Quinn mise a segno un sack su Matthew Stafford. Nel turno successivo i Rams ottennero la prima vittoria stagionale vincendo 31-28 contro i Washington Redskins con il giocatore che mise a segno un altro sack su Robert Griffin III. Nella settimana 4, i Rams vinsero in casa contro i Seattle Seahawks. Quinn mise a segno un sack su Russell Wilson. La sua seconda stagione si concluse mettendo a segno 29 tackle, 10,5 sack e un fumble forzato giocando tutte le 16 partite, 14 delle quali come titolare.
Nella prima gara della stagione 2013, vinta in rimonta contro gli Arizona Cardinals, Quinn mise a segno ben tre sack su Carson Palmer e forzò due fumble, venendo premiato come miglior difensore della NFC della settimana. Un altro sack lo mise a referto la settimana successiva contro gli Atlanta Falcons e due settimane dopo coi 49ers. Nel Monday Night della settimana 8 contro i Seahawks guidò la sua squadra con 5 tackle e 3 sack ma i Rams uscirono sconfitti. Nella settimana 16 contro i Tampa Bay Buccaneers, Quinn con altri tre sack raggiunse quota 18 in stagione, superando il record di franchigia di 17 di Kevin Carter. La sua stagione si concluse al secondo posto nella lega con 19 sack, a solo mezzo sack dal leader Robert Mathis, oltre a 57 tackle e 7 fumble forzati, venendo convocato al primo Pro Bowl in carriera e inserito nel First-team All-Pro. Fu inoltre votato al 13º posto nella NFL Top 100 dai suoi colleghi, il debuttante più in alto in classifica.
Il 13 settembre 2014, Quinn firmò coi Rams un rinnovo quadriennale del valore di 65,5 milioni di dollari. Il primo sack stagionale lo mise a segno solo nella settimana 7, confermando Russell Wilson dei Seahawks uno dei suoi bersagli preferiti. Il 23 dicembre fu convocato per il secondo Pro Bowl in carriera dopo avere guidato la squadra con 10,5 sack.
Nel 2016, i Rams si trasferirono a Los Angeles. Quinn aprì la stagione con due sack contro i Seahawks nella vittoria ai supplementari. Il 1º novembre, contro i 49ers, raggiunse quota 50 sack in carriera.

### Miami Dolphins
Il 2 marzo 2018, Quinn fu scambiato con i Miami Dolphins per una scelta dei giri intermedi del Draft NFL 2018.

### Dallas Cowboys
Il 28 marzo 2019, Quinn fu scambiato con i Dallas Cowboys per una scelta del sesto giro del Draft NFL 2020. BL'8 agosto 2019, la lega annunciò che sarebbe stato sospeso per due partite per essere risultato positivo a un test antidoping, con il giocatore che dichiarò che si trattò dell'uso di un medicinale. Tornò attivo il 16 settembre.
Nella settimana 4 contro i New Orleans Saints, Quinn mise a segno 2 sack su Teddy Bridgewater nella sconfitta Due settimane dopo fece registrare altri 2 sack su Sam Darnold.

### Chicago Bears
Il 17 marzo 2020, Quinn firmò con i Chicago Bears un contratto quinquennale del valore di 70 milioni di dollari. Alla fine di novembre 2021 fu premiato come difensore del mese della NFC in cui fece registrare 5,5 sack e un fumble forzato. A fine stagione fu convocato per il suo terzo Pro Bowl e inserito nel Second-team All-Pro. I suoi 18,5 sack furono il secondo risultato della NFL e un nuovo record di franchigia che batté quello dell'Hall of Famer Richard Dent.

### Philadelphia Eagles
Quinn fu scambiato con i Philadelphia Eagles per una scelta del terzo giro del Draft NFL 2023 il 26 ottobre 2022.

## Palmarès

### Franchigia
- National Football Conference Championship: 1

Philadelphia Eagles: 2022

### Individuale
- Convocazioni al Pro Bowl: 3

2013, 2014, 2021
- First-team All-Pro: 1

2013
- Second-team All-Pro: 1

2021
- Difensore della NFC del mese: 1

novembre 2021
- Difensore della NFC della settimana: 1

1ª del 2013
- Leader della NFL in fumble forzati: 1

2014